# Carlos Rovirosa 2da. Sección
Carlos Rovirosa 2da. Sección är en ort i Mexiko.   Den ligger i kommunen Centla och delstaten Tabasco, i den sydöstra delen av landet, 700 km öster om huvudstaden Mexico City. Carlos Rovirosa 2da. Sección ligger 4 meter över havet och antalet invånare är 134.
Terrängen runt Carlos Rovirosa 2da. Sección är mycket platt. Havet är nära Carlos Rovirosa 2da. Sección åt nordväst. Runt Carlos Rovirosa 2da. Sección är det ganska glesbefolkat, med 32 invånare per kvadratkilometer. Närmaste större samhälle är Frontera, 7,3 km sydost om Carlos Rovirosa 2da. Sección. Trakten runt Carlos Rovirosa 2da. Sección består huvudsakligen av våtmarker.